# Duthiella flaccida
Duthiella flaccida är en bladmossart som beskrevs av Brotherus 1908. Duthiella flaccida ingår i släktet Duthiella och familjen Leskeaceae. Inga underarter finns listade i Catalogue of Life.